# 佐野康之
佐野 康之（さの やすゆき、1970年11月20日 - 2020年2月5日）は、日本の男性声優。兵庫県出身。ケンユウオフィス所属。

## 略歴
プロダクション・エースに所属したのち、2013年5月にフリーとなる。その後、ケンユウオフィス所属となった。
2020年2月5日、死去したことが所属事務所の公式サイトで発表された。49歳没。死因は明らかになっていない。

## 人物
趣味はバイク、特技はモノマネ。

## 出演
太字はメインキャラクター。

### テレビアニメ
2013年
- 宇宙戦艦ヤマト2199（小浜禎、ドメラーズIII世通信士）

2014年
- ウィザード・バリスターズ 弁魔士セシル（小田警部）
- クレヨンしんちゃん（2014年 - 2020年、男子生徒B、ゴロツキC、来々軒の店主、議員、ワタガッシー 他）
- ソウルイーターノット!（死武専職員A）
- 団地ともお（小学校の先生A）
- ドラえもん（テレビ朝日版第2期）（2014年 - 2018年、宇宙人隊長、運転手、群集、おじさんB）
- 七つの大罪（村人A）
- ヒーローバンク（ナガレの父、駒川）
- ヤマノススメ セカンドシーズン（登山客A）

2015年
- 銀魂（2015年 - 2018年、百駄流虎B、海賊A、幕臣B、アルタナ解放軍E、アルタナ解放軍幹部C 他）
- GATE 自衛隊 彼の地にて、斯く戦えり（隊員）

2016年
- アクティヴレイド -機動強襲室第八係-（塚本）
- 紅殻のパンドラ（消防隊員A）
- 斉木楠雄のΨ難（五十嵐先生）
- ドリフターズ（オルテ兵、エルフ、サンジェルミ兵）
- B-PROJECT〜鼓動*アンビシャス〜（船長）
- ルパン三世 PART IV（部下）
- 私がモテてどうすんだ（店主）

2017年
- ロクでなし魔術講師と禁忌教典（教師C）
- しまじろうのわお!（巨大カブト）
- ブラッククローバー（セイヒ）

2018年
- ダメプリ ANIME CARAVAN（官僚A、司祭長）
- アイドリッシュセブン（ディレクター）
- スペースバグ（2018年 - 2019年、マルボ）
- 重神機パンドーラ（現場監督）
- 進撃の巨人（ハロルド）
- 忍たま乱太郎（2018年 - 2020年、近所の人、村人、町の人、旅人、山賊 他）

### 劇場アニメ
- 攻殻機動隊 新劇場版（2015年、SP2）
- CYBORG009 CALL OF JUSTICE（2016年、イギリス代表、ドイツ人）
- クレヨンしんちゃん 新婚旅行ハリケーン 〜失われたひろし〜（2019年、カモフラ）

### OVA
- テラフォーマーズ「バグズ2号編」（2014年、ジョーン・ウェルソーク）
- 七つの大罪（2015年、雑貨屋店主） - コミックス第16巻DVD付き限定版

### ゲーム
2014年
- マブラヴ オルタネイティヴ トータル・イクリプス - PC版

2015年
- アサシン クリード シンジケート（ドゥリープ・シング）
- モンスターハンタークロス（プレイヤーボイス〈ベルナ村 村人〉）

2016年
- 赤い砂堕ちる月（李篤）
- ぷよぷよ!!クエスト（セヴィリオ、ホーパス）

2017年
- 地球防衛軍5（ミサイル基地オペレータ）

2018年
- 銀魂乱舞（春雨 / 春雨〈烙陽〉、町人〈オカマ〉、辰羅、真選組隊士、見廻組、伊賀忍軍）
- JUDGE EYES:死神の遺言（馬好き探偵 他）

2019年
- エースコンバット7 スカイズ・アンノウン（フェンサー）
- グランブルーファンタジー（幽世からの使者）
- ドラゴンクエストXI 過ぎ去りし時を求めて S
- ファイトリーグ（燃着質なプラトニックランプ）

2020年
- 龍が如く7 光と闇の行方（的場 他）
- ファイナルファンタジーVII リメイク（サン・トー〈ジェイ〉）

2023年
- BLUE PROTOCOL
- 龍が如く7外伝 名を消した男

### BLCD
- 恋と性と魔法の作用（社長）
- セックスフレンズ（司会）
- 玉響（西園寺伯爵）
- 誘惑者の恋（牢番）

### 吹き替え

#### 映画
- アリス・イン・ワンダーランド/時間の旅（ハーパー）
- インデペンデンス・デイ2017（トーマス大佐〈ソニー・キング〉）
- X-MEN:フューチャー&パスト
- 俺のムスコ（ヴァニラ・アイス）
- カリフォルニア・ダウン（エルジン〈ローレンス・コイ〉 他）
- キャピタリズム〜マネーは踊る〜
- キック・オーバー（ジャック）
- 疑惑のチャンピオン（ヨハン・ブリュイネール〈ドゥニ・メノーシェ〉）
- 現地(にいない)特派員（バリモア）
- コードネーム U.N.C.L.E.
- 困った時のロジャー・ストーン（ジェフリー・トゥービン）
- コンカッション（マルーン〈アーリス・ハワード〉）
- 最終突撃取材計画!（ジョン・F・ケネディ大統領）
- 猿の惑星: 聖戦記[13]
- シャークネード4（ウィルフォード〈ゲイリー・ビジー〉）
- ジャックとジル
- スター・ウォーズ/最後のジェダイ
- スノーホワイト/氷の王国（兵士14）
- ダウト・ゲーム（ジミー・ローガン〈ライアン・ロビンズ〉）
- ニード・フォー・スピード
- 白鯨との闘い
- 白蛇伝説（仙草）
- バッド・マイロ!
- バトルランナー（トニー〈カート・フラー〉）※オンデマンド配信版
- パニック・スカイ フライト411 絶体絶命（チャド・ターナー〈クレイグ・シェイファー〉）
- バーフバリ 伝説誕生（導師）
- ビバリーヒルズ・コップ2
- ファンタスティック・フォー（男性審査員）
- ブライド・ウエポン
- フレンチ・ラン
- 弁護人（イ記者）
- ポリス・ストーリー/レジェンド（クアンジ）
- メカニック（セバスチャン〈デビッド・レイチ〉）
- ローン・サバイバー（モハメッド・グーラーブ〈アリ・スリマン〉）

#### ドラマ
- アンブレイカブル・キミー・シュミット（教祖）
- X-ファイル2016（テレビ討論者 / マッド・ドッグ〈ゲイリー・チョーク〉、ブルム特別捜査官）
- エクスパンス -巨獣めざめる-（アーリンライト国連事務次長）
- NCIS:LA 〜極秘潜入捜査班 シーズン3（アンワル・アムロフ〈コリン・ネメック〉）
- 華麗なる遺産〜燦爛人生〜（ツイ・グワンジャー）
- ギフテッド 新世代X-MEN誕生（キャンベル博士〈ギャレット・ディラハント〉）
- 逆賊-民の英雄ホン・ギルドン-（ソブリ）
- キャッスル 〜ミステリー作家は事件がお好き シーズン5（アンワル・エル＝マズリ〈バーナード・ホワイト〉 他）
- キャッスル 〜ミステリー作家は事件がお好き シーズン6（ダンカン校長〈サム・アンダーソン〉）
- 救命医ハンク_セレブ診療ファイル シーズン2
- グッド・ファイト シーズン2 #3
- クリミナル・マインド10 FBI行動分析課
- THE KILLING/キリング
- ザ・シューター（サム・ヴィンセント）
- 三国志〜趙雲伝〜（王允）
- シカゴ P.D.（ベルデン〈カート・ネービグ〉）
- SUITS/スーツ シーズン3（ジョナサン・シドウェル〈ブランドン・ファーラ〉）
- SUITS/スーツ シーズン6（ダンバー教授）
- SCORPION/スコーピオン シーズン4 #2
- ストライクバック2:極秘ミッション
- ストレンジャー・シングス 未知の世界（クラーク先生）
- Sense8/センス8（サンヤム・ダンデカー〈アヌパム・カー〉）
- 太陽の末裔 Love Under The Sun
- トキメキ☆成均館スキャンダル（ハ・インス〈チョン・テス〉）
- 七日の王妃（パク・ウォンジョン）
- バッドランド～最強の戦士～ #1
- ハップとレナード〜危険な2人〜（パコ）
- 反撃のレスキュー・ミッション
- ビトゥイーン（チャールズ・シニア）
- プロポーズ大作戦 〜Mission to Love（チョ・グクテ、パク兵長）
- ライ・トゥ・ミー 嘘の瞬間 ファイナル・シーズン（フレイジャー）
- レッド・オークス（テリー）
- 私はラブ・リーガル シーズン2（デュシャイ検事補〈バージェス・ジェンキンス〉）
- 私はラブ・リーガル シーズン4（ケンショ王子）
- 私立探偵ヴァルグ（ベルゲネ）

#### アニメ
- KUBO/クボ 二本の弦の秘密（ホサト）
- サム・アセンブリー ティーンエイジャーCEO（レポーター）
- スター・ウォーズ 反乱者たち（リステ）
- ヤング・ジャスティス（グリーンビートル）
- ライオン・ガード（ムウォーガ）

### ボイスオーバー
- BS世界のドキュメンタリー（NHK-BS1）
- 地球ドラマチック（NHK教育）
  - 「究極のツタンカーメン（前編）」（2017年）